# Léon Emmanuel Martin
Léon Emmanuel Martin est un homme politique français né le 2 mars 1835 à Paris et décédé le 28 septembre 1918 à La Tricherie (Vienne).

## Biographie
D'une famille de propriétaires terriens en Touraine, fils d'un avoué près le tribunal de première instance de la Seine, Léon Martin suit des études littéraires et scientifiques. Après ses études, il prend la direction d'une ferme de 240 hectares à l'âge de vingt-huit ans.
Propriétaire terrien, il est maire d'Ermenonville, préside la société d'agriculture de Senlis et est membre du comité de défense agricole et de la Société d'histoire et d'archéologie de Senlis. Il est député de l'Oise de 1885 à 1889, siégeant à l'Union des droites.
Il restaure le Grand parc d'Ermenonville.
Il est le père de l'abbé André Martin-Decaen.
Une rue d'Ermenonville est baptisé en son hommage.

## Sources
- « Léon Emmanuel Martin », dans Adolphe Robert et Gaston Cougny, Dictionnaire des parlementaires français, Edgar Bourloton, 1889-1891 [détail de l’édition]
- « Léon Emmanuel Martin », dans le Dictionnaire des parlementaires français (1889-1940), sous la direction de Jean Jolly, PUF, 1960 [détail de l’édition]
- Travaux et notices, Volume 1, Académie d'agriculture de France, 1918